# Julianna Tornetta
Pour les articles homonymes, voir Tornetta.
Julianna Tornetta est une joueuse américaine de hockey sur gazon. Elle évolue au poste de milieu de terrain au Princeton FHC et avec l'équipe nationale américaine.

## Biographie
- Naissance le 15 septembre 1999 à Plymouth Meeting.
- Élève à l'Université de Princeton.

## Carrière
Elle a été appelée en équipe première en juin 2021.

## Palmarès
- : 2e à la Coupe d'Amérique U21 2016